# Engelbrektsgatan, Stockholm

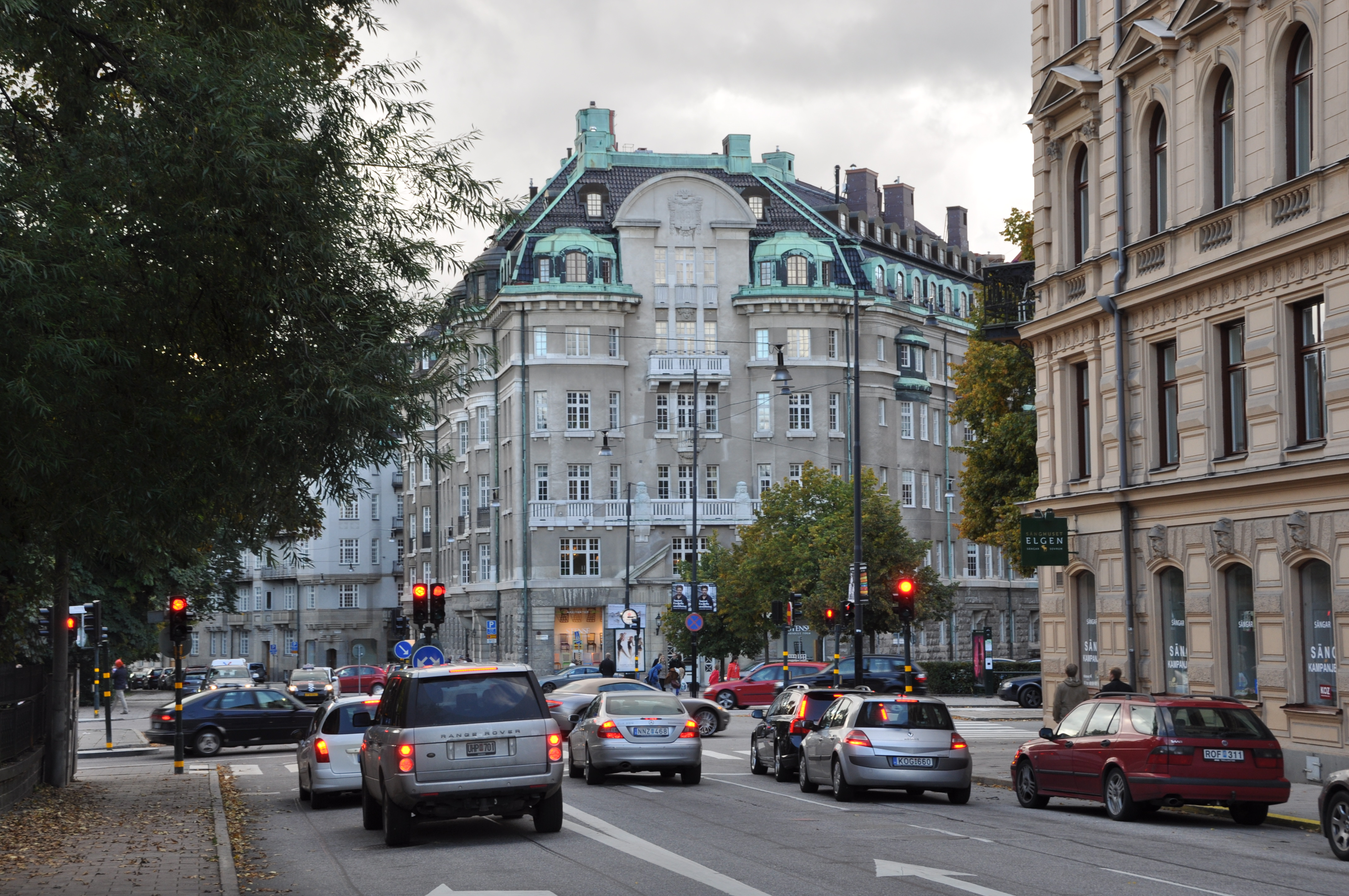
Engelbrektsgatan söderut vid Karlavägen

Engelbrektsgatan är en gata på Östermalm i Stockholms innerstad. Den sträcker sig från Engelbrektsplan vid Birger Jarlsgatan i söder till Lill-Jans plan i norr. Den fick sitt nuvarande namn 1885 efter allmogeledaren Engelbrekt Engelbrektsson. Dessförinnan hette gatan, som löper utmed Humlegårdens västra sida Västra Humlegårdsgatan. I sin tidiga sträckning vek den av västerut ungefär i samma sträckning som Östermalmsgatan, mellan bergen i dagens  Lärkstaden. Engelbrektsplan utlades först 1894 efter rivningar i kvarteret Landbyska verket.
Längs gatan ligger ett flertal intressanta byggnader bland annat Trygghuset, Beskowska skolan, Bulgariens ambassad (i den Langenskiöldska villan) och Rumäniens ambassad (i det Palmeska huset). Mellan 1895 och 1960 gick elektrifierad järnvägstrafik i spår på gatan, då Roslagsbanan hade en ändstation nere vid Engelbrektsplan.